# Mycosphaerella physostegiae
Mycosphaerella physostegiae är en svampart som beskrevs av W.A. Jenkins 1945. Mycosphaerella physostegiae ingår i släktet Mycosphaerella och familjen Mycosphaerellaceae.   Inga underarter finns listade i Catalogue of Life.